# Ademaro Breviglieri
Ademaro Breviglieri (Milano, 21 maggio 1937 – Mandello del Lario, 5 ottobre 2011) è stato un calciatore italiano, di ruolo portiere.

## Carriera
Cresciuto nel Fanfulla con il quale ha giocato in Serie C nel campionato 1954-55.
Ha debuttato tra i professionisti nel Monza con cui ha giocato tre stagioni da titolare in Serie B (per un totale di 104 presenze). In quel periodo giocò anche una gara con la Nazionale Giovanile in occasione della partita Italia-Inghilterra (0-3) del 7 maggio 1959.
Nel 1960 è passato al Messina dove ha disputato altre tre stagioni fra i cadetti (scendendo in campo 59 volte).
Nel 1963 è passato al Como dove ha giocato per due anni in Serie C.
Nel 1965 è approdato al Pisa dove, come secondo portiere, nell'estate 1968 ha conquistato la promozione in Serie A. In massima serie con i pisani disputò una sola partita, Milan-Pisa (2-1) del 13 ottobre 1968.

### Allenatore
Ottenne il patentino di allenatore di 3ª categoria nel 1969. Nella stagione 1977-1978 ha allenato la Giana Erminio. Ha allenato squadre regionali lombarde fino alla stagione 1992-1993.
È scomparso il 5 ottobre 2011 dopo alcuni anni di malattia.

## Palmarès

### Club

#### Competizioni nazionali
- Serie B: 1

Messina: 1962-1963